# Муодосломполо
Муодосломполо (швед. Muodoslompolo) — деревня в провинции Норрботтен в Швеции, расположенная примерно в 110 км к северу от Паялы. На 2010 год здесь проживает 61 житель.
Кладбище (старое кладбище) для местных жителей появилось в миле от месторасположения современной деревни в 1663 году, поскольку ближайшая церковь располагалась в семи милях. Кладбище было закрыто в 1817 в связи со строительством церкви в соседнем Муонио, на расстоянии около мили. При этом собственная церковь на кладбище или в деревне отсутствовали. Здание современной церкви (деревянное, 1864—65 годов постройки) было перенесено в Муодосломполо из Муонио в 1925 году. Старое кладбище интересно рубленым забором, в срубах которого располагались помещения для временного размещения гробов зимой и деревянными мавзолеями. На сегодняшний день деревянные части мавзолеев и стены утрачены, а фрагменты аналогичной рубленой стены сохраняются у здания старой церкви в Йокмокке, старое кладбище ограждено деревянной изгородью.
В 1878 году со старого кладбища были украдены 20 тел для проведения расово-биологических исследований в Хельсинки. В 2022 году все останки были возвращены и в 2024 перезахоронены на территории старого кладбища.

## Климат
| Показатель              | Янв.  | Фев.  | Март  | Апр. | Май  | Июнь | Июль | Авг. | Сен. | Окт. | Нояб. | Дек.  | Год   |
| ----------------------- | ----- | ----- | ----- | ---- | ---- | ---- | ---- | ---- | ---- | ---- | ----- | ----- | ----- |
| Абсолютный максимум, °C | −7,8  | −3,8  | −2,7  | 1,9  | 10,1 | 14,8 | 18,8 | 14,6 | 8,9  | 4,5  | −3,9  | −5,2  | 17,7  |
| Средняя температура, °C | 14,5  | 13,5  | −8    | −1,7 | 5    | 11,3 | 13,8 | 11,3 | 5,7  | −1,1 | −8,3  | −12,7 | −0,9  |
| Абсолютный минимум, °C  | −22,2 | −24,3 | −17,3 | −5,7 | 1,4  | 7,3  | 11,0 | 8,5  | 2,9  | −8,9 | −21,9 | −21,4 | −21,9 |